# Armadillidium marmorivagum
Armadillidium marmorivagum is een pissebed uit de familie Armadillidiidae. De wetenschappelijke naam van de soort is voor het eerst geldig gepubliceerd in 1934 door Verhoeff.